# Речото ди Соаве
Речото ди Соаве ( Recioto di Soave) — итальянское белое сладкое вино, производимое в регионе Венето. Для изготовления используется виноград сортов гарганега (не менее 70 %). Допускается применение местного винограда сорта треббиано (не более 30 %), а также не более 5 % винограда сортов шардоне и пино блан.

## Описание, технология
По технологии изготовления Речото ди Соаве схоже с известными красными винами из Венето — Амароне и Речото делла Вальполичелла: виноград после сбора проходит предварительное подвяливание, в ходе которого теряет до 40 % влаги и, как результат, в сырье повышается процентное содержание сахара и ароматических веществ. Процесс подсушивания (итал. appassimento) занимает до четырёх месяцев, обычно — с октября по февраль, затем начинается процесс ферментации, приостанавливаемый при достижении минимального согласно стандарту содержания сахара, после чего вино выдерживается в ёмкостях из нержавеющей стали.
Стандарты изготовления Ричото ди Соаве впервые были включены в спецификации Соаве DOC, а в 1998 году были выделены в отдельную категорию Recioto di Soave DOCG. Согласно требованиям спецификации DOCG, вино может быть изготовлено из винограда, выращенного на территории виноградников 33 деревень и городков провинции, а вино Речото ди Соаве Классико может быть изготовленно из сырья, выращенного на землях коммун Соаве и Монтефорте-д'Альпоне. Минимальный уровень алкоголя должен быть не ниже 12 %, может достигать 16 %, содержание сахара — не ниже 70 грамм на литр. Выдержка вина — не менее 10 месяцев.